# Esves-le-Moutier
Pour les articles homonymes, voir Moutier (homonymie) et Esves (homonymie).
Esves-le-Moutier est une commune française du département d'Indre-et-Loire, en région Centre-Val de Loire.

## Géographie
| Ciran           | Varennes         | Saint-Senoch    |
|                 | Esves-le-Moutier |                 |
| Ferrière-Larçon |                  | Betz-le-Château |

### Hydrographie

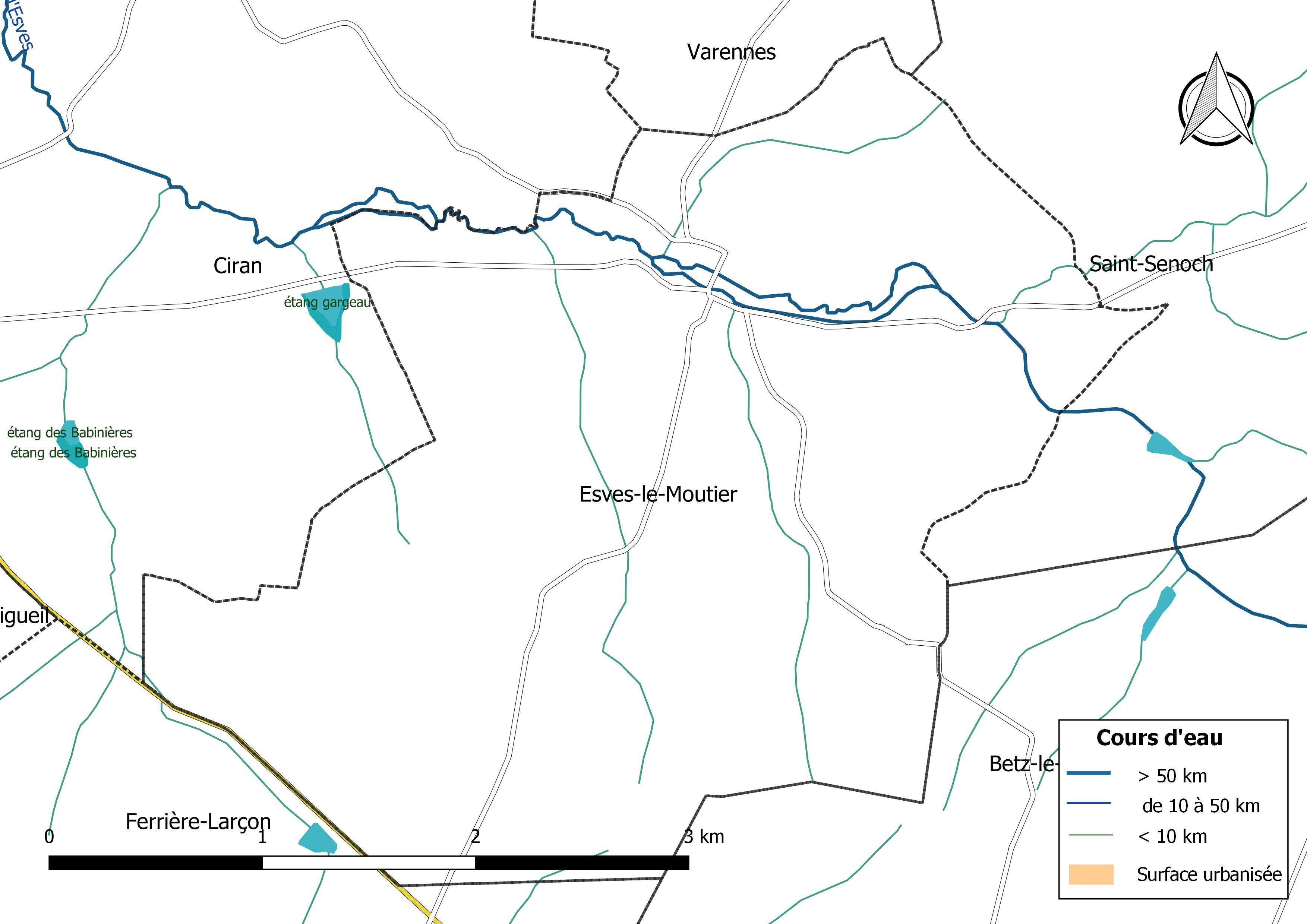
Réseau hydrographique d'Esves-le-Moutier.

Le réseau hydrographique communal, d'une longueur totale de 14,18 km, comprend un cours d'eau notable, l'Esves (4,042 km), et neuf petits cours d'eau pour certains temporaires,.
L'Esves, d'une longueur totale de 39,3 km, prend sa source à 135 m d'altitude à Betz-le-Château. et se jette dans la Creuse à Descartes, à 44 mètres d'altitude, après avoir traversé 12 communes.
Sur le plan piscicole, l'Esves est classée en deuxième catégorie piscicole. Le groupe biologique dominant est constitué essentiellement de poissons blancs (cyprinidés) et de carnassiers (brochet, sandre et perche).
Deux zones humides ont été répertoriées sur la commune par la direction départementale des territoires (DDT) et le conseil départemental d'Indre-et-Loire : « la vallée de l'Esves au Moulin Nouet » et « la vallée de l'Esves d'Esves-le-Moutier au Moulin Pottier et l'étang des Babinières »,.

### Climat
Pour des articles plus généraux, voir Climat du Centre-Val de Loire et Climat d'Indre-et-Loire.
En 2010, le climat de la commune est de type climat océanique dégradé des plaines du Centre et du Nord, selon une étude du CNRS s'appuyant sur une série de données couvrant la période 1971-2000. En 2020, Météo-France publie une typologie des climats de la France métropolitaine dans laquelle la commune est exposée à un climat océanique altéré et est dans une zone de transition entre les régions climatiques « Moyenne vallée de la Loire » et « Centre et contreforts nord du Massif Central ».
Pour la période 1971-2000, la température annuelle moyenne est de 11,5 °C, avec une amplitude thermique annuelle de 14,6 °C. Le cumul annuel moyen de précipitations est de 723 mm, avec 10,9 jours de précipitations en janvier et 6,8 jours en juillet. Pour la période 1991-2020, la température moyenne annuelle observée sur la station météorologique de Météo-France la plus proche, sur la commune de Ferrière-Larçon à 6 km à vol d'oiseau, est de 12,2 °C et le cumul annuel moyen de précipitations est de 709,6 mm,. Pour l'avenir, les paramètres climatiques de la commune estimés pour 2050 selon différents scénarios d'émission de gaz à effet de serre sont consultables sur un site dédié publié par Météo-France en novembre 2022.

## Urbanisme

### Typologie
Au 1er janvier 2024, Esves-le-Moutier est catégorisée commune rurale à habitat très dispersé, selon la nouvelle grille communale de densité à sept niveaux définie par l'Insee en 2022.
Elle est située hors unité urbaine. Par ailleurs la commune fait partie de l'aire d'attraction de Loches, dont elle est une commune de la couronne,. Cette aire, qui regroupe 23 communes, est catégorisée dans les aires de moins de 50 000 habitants,.

### Occupation des sols
L'occupation des sols de la commune, telle qu'elle ressort de la base de données européenne d’occupation biophysique des sols Corine Land Cover (CLC), est marquée par l'importance des territoires agricoles (91,8 % en 2018), une proportion identique à celle de 1990 (91,8 %). La répartition détaillée en 2018 est la suivante : 
terres arables (75,8 %), prairies (12,3 %), forêts (8,2 %), zones agricoles hétérogènes (3,7 %). L'évolution de l’occupation des sols de la commune et de ses infrastructures peut être observée sur les différentes représentations cartographiques du territoire : la carte de Cassini (XVIIIe siècle), la carte d'état-major (1820-1866) et les cartes ou photos aériennes de l'IGN pour la période actuelle (1950 à aujourd'hui).

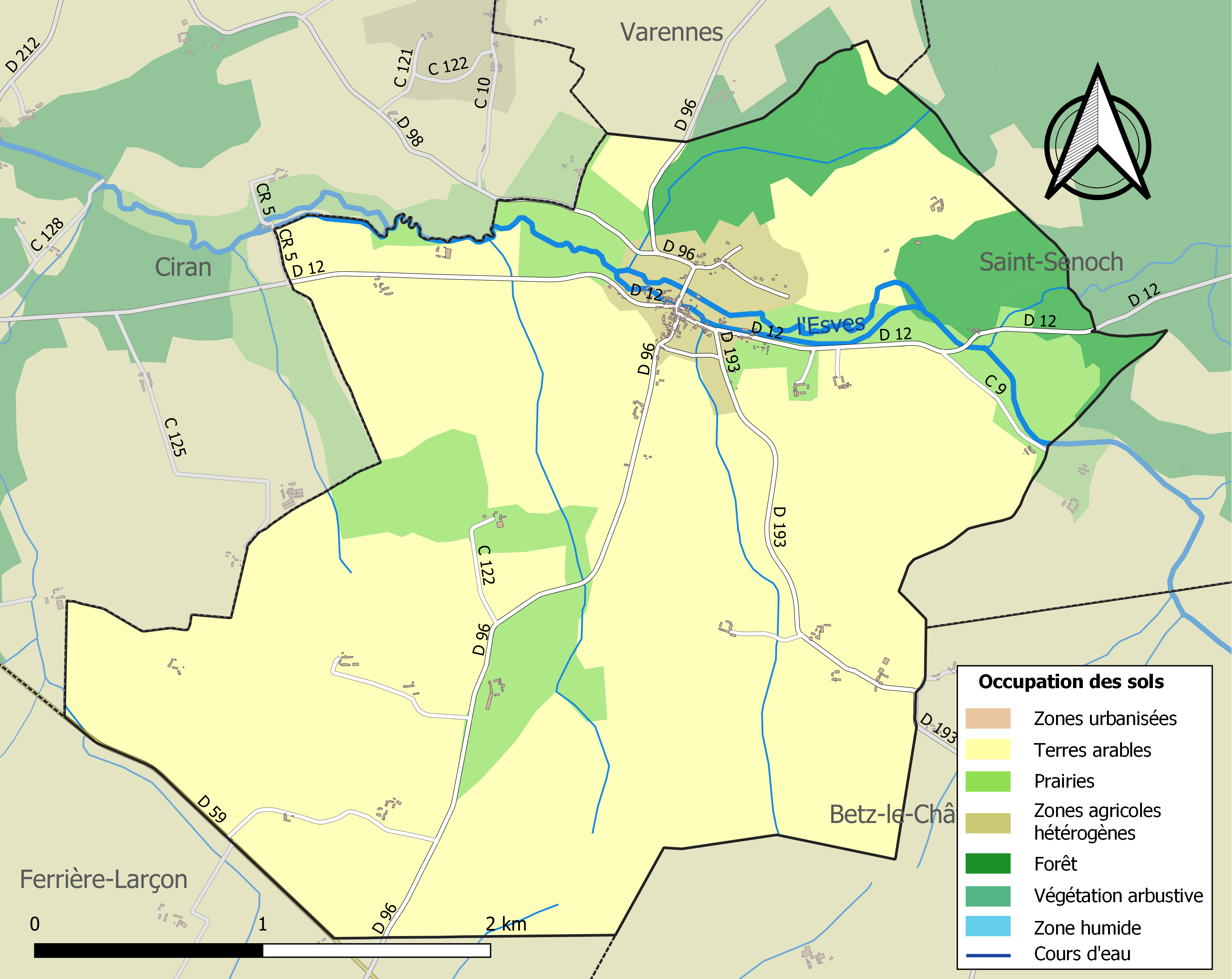
Carte des infrastructures et de l'occupation des sols de la commune en 2018 (CLC).

### Risques majeurs
Le territoire de la commune d'Esves-le-Moutier est vulnérable à différents aléas naturels : météorologiques (tempête, orage, neige, grand froid, canicule ou sécheresse) et séisme (sismicité faible). Un site publié par le BRGM permet d'évaluer simplement et rapidement les risques d'un bien localisé soit par son adresse soit par le numéro de sa parcelle.

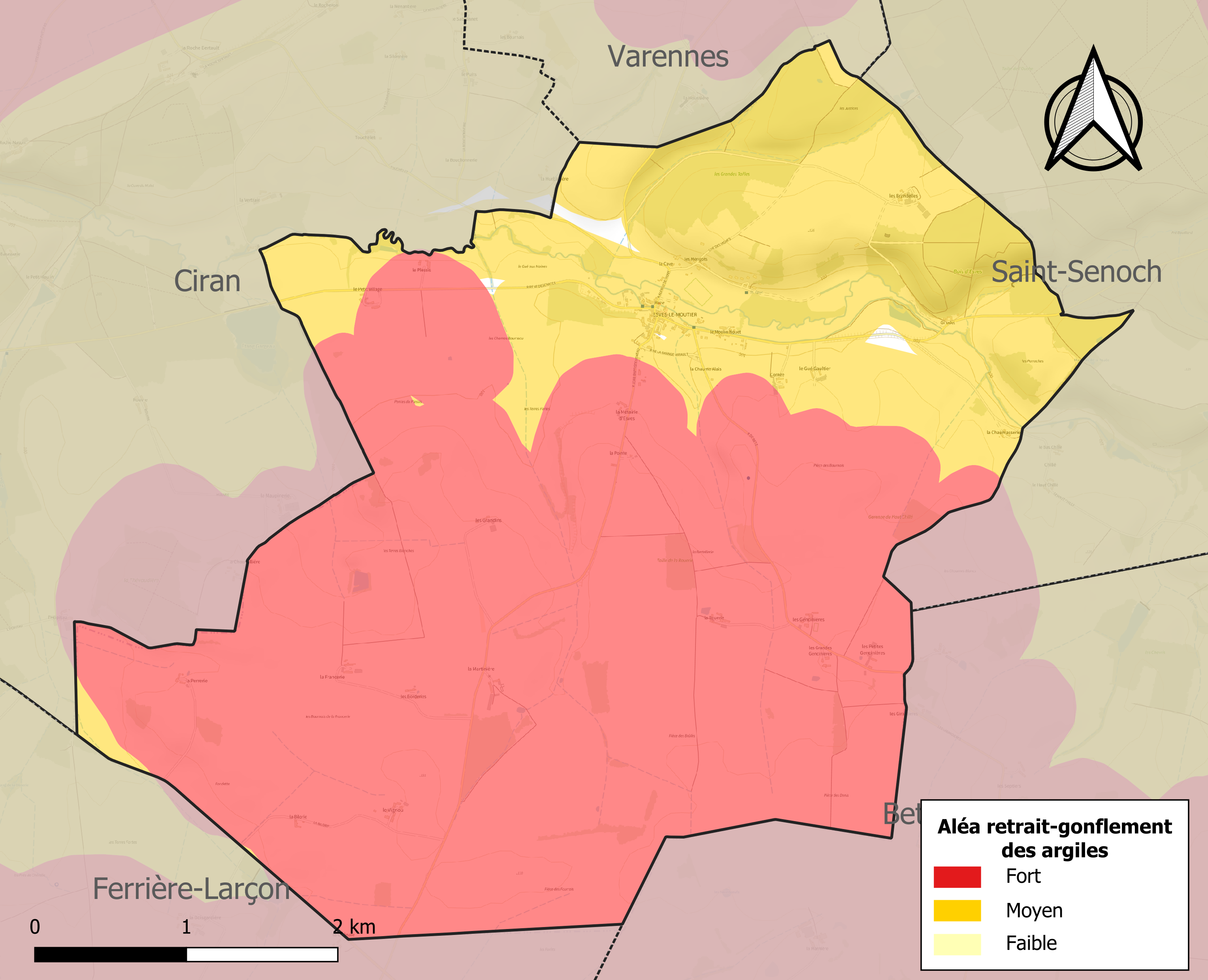
Carte des zones d'aléa retrait-gonflement des sols argileux d'Esves-le-Moutier.

Le retrait-gonflement des sols argileux est susceptible d'engendrer des dommages importants aux bâtiments en cas d’alternance de périodes de sécheresse et de pluie. 99,6 % de la superficie communale est en aléa moyen ou fort (90,2 % au niveau départemental et 48,5 % au niveau national). Sur les 102 bâtiments dénombrés sur la commune en 2019, 102 sont en aléa moyen ou fort, soit 100 %, à comparer aux 91 % au niveau départemental et 54 % au niveau national. Une cartographie de l'exposition du territoire national au retrait gonflement des sols argileux est disponible sur le site du BRGM,.
Concernant les mouvements de terrains, la commune a été reconnue en état de catastrophe naturelle au titre des dommages causés par la sécheresse en 2005 et par des mouvements de terrain en 1999.

## Histoire
L'église paroissiale est dédiée à saint Maurice, auquel est dédicacée la cathédrale d'Angers. Mais le prieuré, peut-être existant au IXe siècle, est attesté au XIe siècle où il relevait de l'abbaye de Méobecq en Berry, dont on sait que le 3 mars 1154, une sentence du pape Anastase décide que l'église de Méobecq serait désormais sujette de l'église de Parçay en Touraine et lui devrait « humble révérence, tel qu'un membre doit obéir à la tête ».
Henri II, comte d'Anjou, a épousé Aliénor d’Aquitaine en 1152 et est devenu roi d'Angleterre en 1154. Le 11 janvier 1174, bulle du pape Alexandre III, par laquelle ce pontife prend sous sa protection le monastère de Méobecq et confirme toutes ses possessions. Thomas Becket a été assassiné en 1170, et que Henri II a effectué le partage de ses domaines entre ses fils. Le 19 juin 1182, une bulle du pape Luce confirme la soumission des moines de Méobecq à l'archevêché de Tours. On rappellera que Louis VII meurt en 1180, laissant Philippe Auguste gouverner seul, désormais. L'histoire de ce petit prieuré peut être analysé comme un petit exemple de la redistribution des pouvoirs et des possessions en sud-Touraine sur les marges respectives des Plantagenêts et de Capétiens, conflit qui entraînera la fortification du prieuré d'Esves durant les ravages du Prince Noir tentant de reconstituer les possessions anglaises durant la guerre de Cent Ans.
En 1674, l'évêque François de Montmorency-Laval est nommé premier évêque du Canada. Nommé abbé commendataire de l'abbaye de Méobecq en 1664, et à ce titre, prieur de celui d'Esves, il utilise au profit de son évêché de Québec les revenus de l'abbaye, avant d'être obligé de supprimer le monastère en 1673 par lettres patentes, conformément aux décrets du concile de Trente qui exige la présence physique des abbés dans leurs abbayes . L'histoire exacte du prieuré d'Esves-le-Moutier au cours des âges reste à écrire.

## Politique et administration
| Période                                  | Période  | Identité           | Étiquette | Qualité                     |
| ---------------------------------------- | -------- | ------------------ | --------- | --------------------------- |
| mars 2001                                | 2006     | Geneviève Leduc    |           |                             |
| 2006                                     | 2020     | Chantal Barthélemy | dvg       | Salariée du secteur médical |
| 2020                                     | En cours | Jean-Luc Busin     |           |                             |
| Les données manquantes sont à compléter. |          |                    |           |                             |

## Démographie
L'évolution du nombre d'habitants est connue à travers les recensements de la population effectués dans la commune depuis 1793. Pour les communes de moins de 10 000 habitants, une enquête de recensement portant sur toute la population est réalisée tous les cinq ans, les populations de référence des années intermédiaires étant quant à elles estimées par interpolation ou extrapolation. Pour la commune, le premier recensement exhaustif entrant dans le cadre du nouveau dispositif a été réalisé en 2007.

En 2022, la commune comptait 154 habitants, en évolution de +3,36 % par rapport à 2016 (Indre-et-Loire : +1,67 %, France hors Mayotte : +2,11 %).
| 1793 | 1800 | 1806 | 1821 | 1831 | 1836 | 1841 | 1846 | 1851 |
| ---- | ---- | ---- | ---- | ---- | ---- | ---- | ---- | ---- |
| 273  | 282  | 262  | 301  | 306  | 324  | 329  | 339  | 327  |

| 1856 | 1861 | 1866 | 1872 | 1876 | 1881 | 1886 | 1891 | 1896 |
| ---- | ---- | ---- | ---- | ---- | ---- | ---- | ---- | ---- |
| 326  | 319  | 339  | 328  | 327  | 314  | 320  | 312  | 296  |

| 1901 | 1906 | 1911 | 1921 | 1926 | 1931 | 1936 | 1946 | 1954 |
| ---- | ---- | ---- | ---- | ---- | ---- | ---- | ---- | ---- |
| 289  | 305  | 290  | 282  | 266  | 288  | 297  | 295  | 285  |

| 1962 | 1968 | 1975 | 1982 | 1990 | 1999 | 2006 | 2007 | 2012 |
| ---- | ---- | ---- | ---- | ---- | ---- | ---- | ---- | ---- |
| 254  | 214  | 176  | 161  | 156  | 164  | 146  | 143  | 156  |

| 2017 | 2022 | - | - | - | - | - | - | - |
| ---- | ---- | - | - | - | - | - | - | - |
| 144  | 154  | - | - | - | - | - | - | - |

## Culture locale et patrimoine

### Personnalités liées à la commune
- Dominique Pillot, comédien et metteur en scène à la voix grave, vit dans cette commune depuis plusieurs années.